# Урнов Марк Юрійович
Урнов Марк Юрійович (народився 12 травня 1947 року в Москві) — російський політолог, декан (2004-2010 рр.), науковий керівник (з липня 2010 р) Департаменту політичної науки факультету Соціальних наук Національного дослідницького університету "Вища школа економіки".

## Освіта
Закінчив факультет міжнародних економічних відносин Московського державного інституту міжнародних відносин (1970), аспірантуру Науково-дослідного кон'юнктурного інституту Міністерства зовнішньої торгівлі СРСР. Кандидат економічних наук, доктор політичних наук.

## Наукова діяльність
- 1970—1976 — науковий співробітник Науково-дослідного кон'юнктурного інституту Міністерства зовнішньої торгівлі СРСР.
- 1976—1979 — науковий співробітник Інституту світової економіки і міжнародних відносин (ІСЕМВ) АН СРСР.
- 1979—1983 — старший науковий співробітник (соціологія) Інституту культури Міністерства культури СРСР.
- 1983—1986 — старший науковий співробітник (соціологія) Ленінградського інституту інформатизації та автоматизації АН СРСР.
- 1986—1991 — старший науковий співробітник (соціологія і політологія) Інституту міжнародного робочого руху АН СРСР.
- 1991—1992 — старший науковий співробітник (соціологія) Академії народного господарства при Уряді СРСР.
- 1992—1993 — головний експерт (соціологія і політологія) Центру підприємницьких досліджень «Експертиза».
- 1993—1994 — керівник проектів (соціологія і політологія) Горбачов-Фонду; директор політичних програм Фонду Центр політичних технологій.
- 1994—1996 — керівник аналітичного управління Президента Російської Федерації.
- 1996—1997 — голова правління Фонду аналітичних програм «Експертиза».
- 1997—2000 — перший заступник керівника Робочого центру економічних реформ при Уряді РФ.
- З 2000 р — голова Фонду аналітичних програм «Експертиза».
- З 2003 р — координатор Клубу «Відкритий Форум».
- З липня 2004 року — декан факультету прикладної політології Державного Університету — Вищої школи економіки.
- З липня 2010 р — науковий керівник факультету прикладної політології Державного Університету - Вищої школи економіки.

## Основні напрямки роботи

### Социология
Автор і керівник багатьох великомасштабних соціологічних досліджень, присвячених:
- структурі російського масової свідомості (цінності, політичні та соціально-економічні погляди),
- політичної свідомості російської інтелектуальної та політичної еліт,
- проблемі «витоку умів» з Росії,
- порівняльного вивчення ціннісних орієнтацій, мотивацій і стилів управління, характерних для менеджерів Росії, Великої Британії та Японії,
- корпоративній культурі і інших гуманітарних аспектам функціонування великих російських корпорацій.

Автор і керівник загальноросійського соціологічного моніторингу проблем, пов'язаних з навчанням контингенту виконавців, безпосередньо зайнятих проведенням перепису населення та моніторингу процесу залучення та відбору потенційних переписувачів для участі у Всеросійській перепису населення 2002 року.

### Політологія
Автор регулярно публікованих в ЗМІ короткострокових і довгострокових прогнозіввнутрішньополітичної ситуації в Росії. Ведучий регулярно проводяться мозкових штурмів і ситуаційних аналізів по російській внутрішньополітичній проблематиці.

## Праці
Автор 10 книг, присвячених проблемам економіки, політики та соціальній структурі російського суспільства, в тому числі:
- Біо-соціальна система «людина». Ленінград, «Наука», 1983 (у співавторстві).
- Партійна система в Росії в 1989-1993 роках: досвід становлення. М., Начала Прес, 1994. (у співавторстві).
- Середній клас в Росії: кількісні та якісні оцінки. М., ТЕИС, 2000 (у співавторстві).

Автор Більше 300 статей та інтерв'ю в різних російських і зарубіжних періодичних виданнях.

## Сім'я та інтереси
Захоплюється велосипедним спортом, взимку регулярно купається в ополонці. Любить котів. Сім разів брав участь у програмах Володимира Соловйова «До бар'єру» і «Поєдинок». Опоненти - Володимир Жириновський (тричі), Сергій Кургінян (двічі), Дмитро Биков і Дмитро Рогозін.